# سيارات تويوتا الاختبارية (1935-1969)

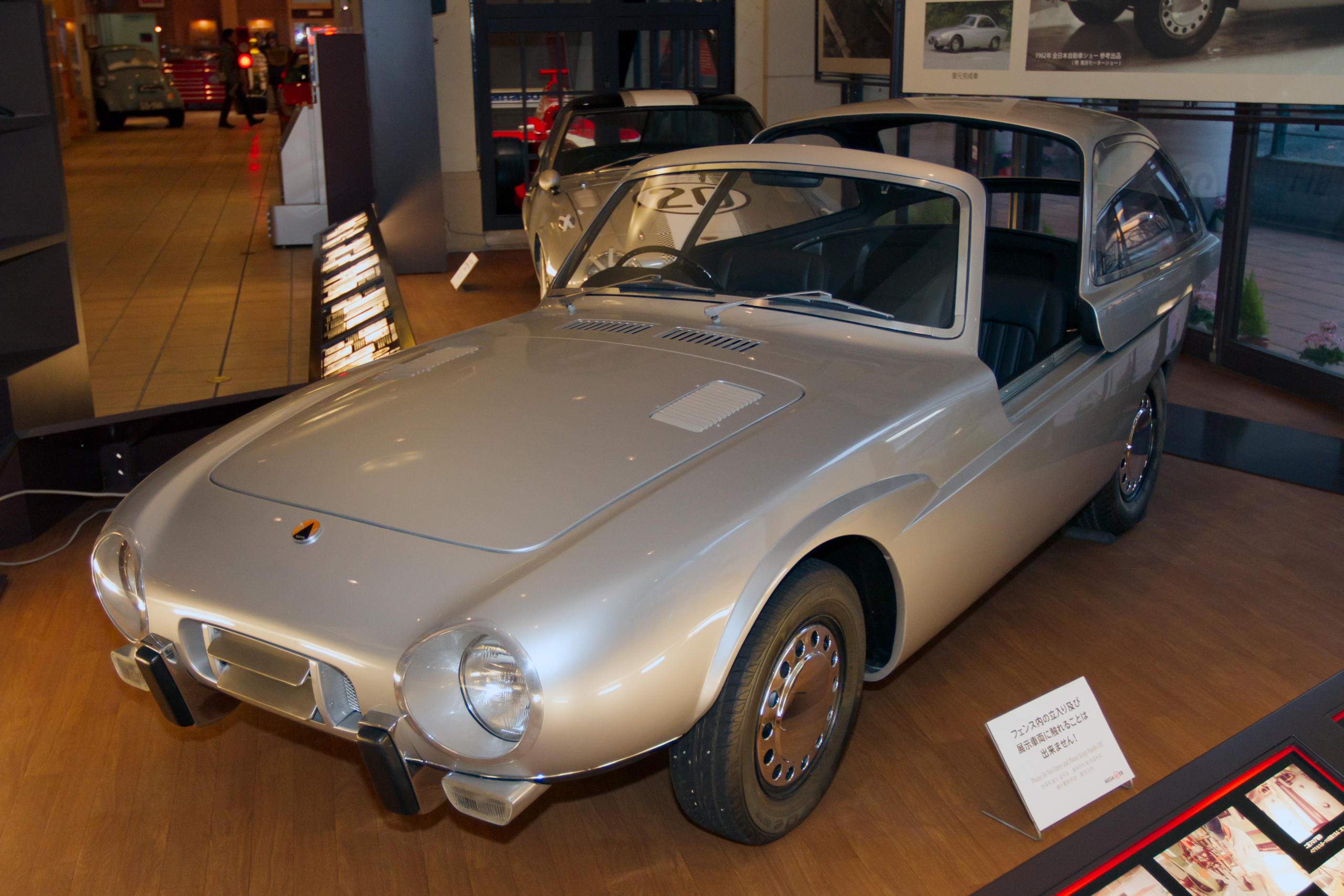

## تويوتا أ1
تم صناعة طراز أ1 في مايو عام 1935م كأول طراز مكتمل لتويوتا. دخلت مرحلة الإنتاج عام 1936م ولكن كطراز مختلف قليلاً وهو أأ.

## سبورتس إكس
تم عرض النموذج الاختباري سبورتس إكس عام 1961م بمعرض طوكيو للسيارات. كانت شبيهةً في تصميمها للسيارات الإيطالية في ذلك الوقت. كانت سعة محركها 1900 سم3 واعتمدت آليات الحركة على طراز كراون ولم يتم إنتاجها مطلقاً.

## بابليكا سبورتس
تم تطوير طراز بابليكا سبورتس الاختباري من طراز الإنتاج بابليكا. تم عرضها للمرة الأولى عام 1962م بمعرض طوكيو للسيارات. تميزت السيارة بمقعدين فقط وبظلة منزلقة للدخول وتم تزويدها بمحرك صغير ذو قوة عالية. تم تزويد بابليكا بمحرك مسطح من اسطوانتين الذي غالباً ما كانت بابليكا سبورتس تتشارك معها فيه.
تم تطويرها لاحقاً إلى سيارة الإنتاج سبورتس 800 لكن بدون الظلة المنزلقة.

## كورونا 1500 إس متحولة
كان طراز كورونا 1500 إس متحولة اختبارياً وتم عرضه للمرة الأولى بمعرض طوكيو للسيارات عام 1963م. زودت السيارة ببابين وكان جسم السيارة المتحول شبيهاً بطراز كورونا آر تي 20 الصالون ذو الأربعة أبواب. كانت سعة المحرك 1500 سم3 مستخدماً زوجاً من إس يو كاربوريتور، كان ناقل الحركة يدوياً من أربعة سرعات. لم يتم إنتاج السيارة.

## كورونا 1900 إس سبورتي
كان طراز كورونا 1900 إس سبورتي صالون اختبارياً وتم عرضه للمرة الأولى بمعرض طوكيو للسيارات عام 1963م. كانت سعة المحرك 1897 سم3 من طراز 3 آر من طراز كراون تم وضعه في طراز كورونا آر تي 20 صالون بدلاً من المحرك 1500 سم3 لترتفع القوة إلى 80 حصاناً. لم يتم بيعها باليابان ،لكن في عام 1964م تم بيعها بالسوق الأمريكية تحت اسم تيارا آر تي 30 إل لتحل مكان مثيلتها شكلاً آر تي 20 إل ذات المحرك 1500 سم3.

## كورونا سبورتس كوبيه
كان طراز كورونا سبورتس كوبيه اختبارياً وتم عرضه للمرة الأولى بمعرض طوكيو للسيارات عام 1963م. بالرغم من استخدام الاسم كورونا إلا أنها تشاركت معها في القليل ماعدا في نظام التعليق. كان جسم السيارة شبيهاً بطرازات 2+2 كوبيه المنتجة من قبل الكثير من الشركات الإيطالية من حيث الخطوط الانسيابية بدلاً من الخطوط الحادة المستخدمة بطراز إكس الاختباري عام 1961م. تم وضع الإشارات الأمامية برزانه داخل الشبكة الأمامية بجانب زوج من المصابيح الفردية الأمامية بدلاً من مكانها المعتاد أسفل الصادم الأمامي. بدأت الخطوط الجانبية من المنتصف بطول الأبواب حتى الجزء الخلفي لترتفع قبل أن تدور حول الأركان لتكون الحرف الخلفي العلوي من حقيبة السيارة. على عكس سيارات تويوتا في ذلك الوقت، تم استخدام الإشارات الخلفية المسطحة كجزء من اتجاه الخروج في تصميم السيارة. كان محركها طراز 3 آر سعته 1897 سم3 من كراون مستخدماً زوجاً من إس يو كاربوريتور. كان ناقل الحركة يدوياً من 4 سرعات وبلغت السرعة القصوى للسيارة 170 كلم/س.

## كراون متحولة
كان طراز كراون متحولة كوبيه اختبارياً وتم عرضه للمرة الأولى بمعرض طوكيو للسيارات عام 1963م معتمداً على طراز كراون 1900. كان من أبرز مميزاتها السقف اللين المُتحكم به هيدروليكياً والنوافذ الكهربائية. وكان محركها طراز 3 آر سعته 1897 سم3 مستخدماً زوجاً من إس يو كاربوريتور لتصل القوة إلى 100 حصان وكان ناقل الحركة يدوياً من 4 سرعات. لم يتم إنتاج السيارة.

## دريم كار موديل
كان نموذج دريم كار موديل اختبارياً وتم عرضه للمرة الأولى بمعرض طوكيو للسيارات عام 1963م. تم تصميمها ك'غرفة لإدارة الإستقبال داخل مقصورة فارهة'. كان جسم السيارة عبارة عن مقصورة فان أمامية على هيكل طويل. كان نصف السيارة العلوي مصنوعاً من ألواح شفافة بالكامل متضمناً السقف.

## دريم كار
كان نموذج دريم كار اختبارياً ذو مقعدين وتم عرضه للمرة الأولى بمعرض طوكيو للسيارات عام 1964م.

## إي إكس-1
تم تصميم هذا النموذج لعرض كيفية استخدام خطوط اليابان الحديثة. كان طراز إي إكس-1 اختبارياً ذو مقعدين وتم عرضه للمرة الأولى بمعرض طوكيو للسيارات عام 1969م. كان تصميمها مطابقاً لطراز سيليكا الذي صدر العام الذي تلاه مع التشديد الذي استُخدم في الديناميكية الهوائية. تم تثبيت جناح على السقف يرتفع وينخفض كهربائياً لزيادة ثبات السيارة عند السرعات المرتفعة. تم تصميم السيارة الداخلي هندسياً بغلاف حول الكونسول لتكون جميع المقابس في متناول السائق تم استخدام مخرج عادم ثنائي وفتحات في غطاء المحرك الذي كان أكبر من المستخدم عادة في السيارات اليابانية.

## إي إكس-3
كان طراز إي إكس-3 اختبارياً وتم عرضه للمرة الأولى بمعرض طوكيو للسيارات عام 1969م. كان هذا الطراز هو الأخ الأكبر لطراز إي إكس-1 مع جسم أكبر ومحرك بنزيني طوربيني وديناميكية هوائية أكثر. كانت السيارة منخفضة جداً وكانت ذات مقدمة حادة (لم يوجد صادم)، وغطاء محرك طويل، جوانب مائلة بحدة ومؤخرة مدببة، كما كانت مخارج العادم كبيرة.

## وصلات خارجية
- طرازات تويوتا الاختبارية
- طرازات تويوتا الاختبارية 2